# Саншайн (Нью-Мексико)
Саншайн (англ. Sunshine) — переписна місцевість (CDP) в США, в окрузі Луна штату Нью-Мексико. Населення — 487 осіб (2020).

## Географія
Саншайн розташований за координатами 32°8′4″ пн. ш. 107°47′2″ зх. д. / 32.13444° пн. ш. 107.78389° зх. д. (32.134393, -107.783798).  За даними Бюро перепису населення США в 2010 році переписна місцевість мала площу 45,67 км², уся площа — суходіл.

## Демографія
Згідно з переписом 2010 року, у переписній місцевості мешкало 420 осіб у 181 домогосподарстві у складі 113 родин. Густота населення становила 9 осіб/км².  Було 201 помешкання (4/км²).
Расовий склад населення:
| - 88,6 % — білих - 1,4 % — чорних або афроамериканців - 0,5 % — корінних американців - 0,2 % — азіатів - 4,8 % — осіб інших рас |

До двох чи більше рас належало 4,5 %. Частка іспаномовних становила 23,3 % від усіх жителів.
За віковим діапазоном населення розподілялося таким чином: 23,8 % — особи молодші 18 років, 51,9 % — особи у віці 18—64 років, 24,3 % — особи у віці 65 років та старші. Медіана віку мешканця становила 47,9 року. На 100 осіб жіночої статі у переписній місцевості припадало 99,1 чоловіків;  на 100 жінок у віці від 18 років та старших — 95,1 чоловіків також старших 18 років.
За межею бідності перебувало 6,5 % осіб, у тому числі 0,0 % дітей у віці до 18 років та 66,7 % осіб у віці 65 років та старших.
Цивільне працевлаштоване населення становило 189 осіб. Основні галузі зайнятості: роздрібна торгівля — 37,6 %, сільське господарство, лісництво, риболовля — 24,3 %, освіта, охорона здоров'я та соціальна допомога — 21,2 %.